# Ribeirão Piraí
O Ribeirão Piraí é um ribeirão paulista que nasce na Serra do Japi no município de Cabreúva e que corta os municípios de Itu, Salto e Indaiatuba. O ribeirão é fundamental para o abastecimento de água nos municípios de Salto e Indaiatuba. Deságua no Rio Jundiaí.